# Fox Lake 2
Fox Lake 2 är ett reservat i Kanada.   Det ligger i provinsen Manitoba, i den östra delen av landet, 1 800 km nordväst om huvudstaden Ottawa.
Trakten runt Fox Lake 2 består huvudsakligen av våtmarker. Trakten runt Fox Lake 2 är nära nog obefolkad, med mindre än två invånare per kvadratkilometer.